# 杜比亚戈陨石坑
杜比亚戈陨石坑（dubyago）是位于月球东侧的一座古老的大型撞击坑，坐落在浪海南岸。它形成于酒海纪，以俄罗斯天文学家德米特里·杜比亚戈（Dmitry Dubyago）及他的儿子-苏联天文学家亚历山大·杜比亚戈（Alexander Dubyago）的名字命名，1964年被国际天文学联合会批准采纳。

## 描述

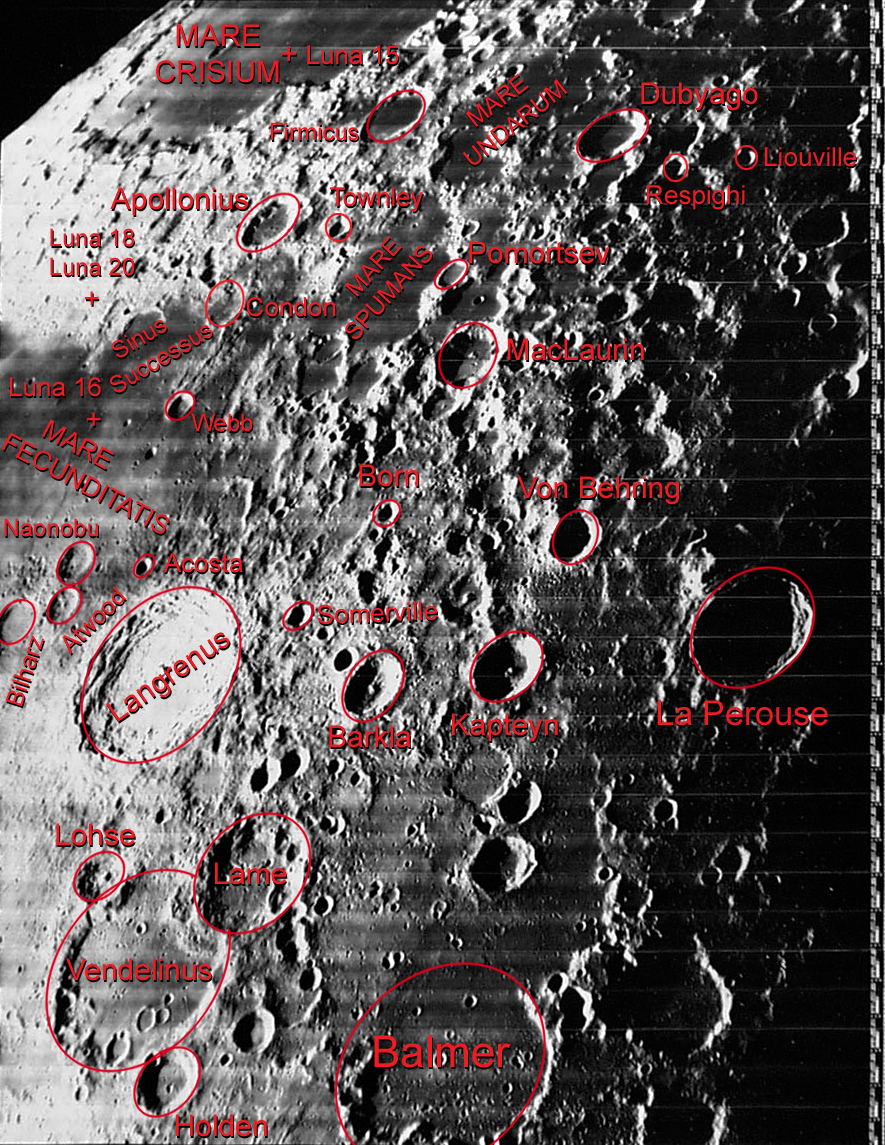
月球轨道器4号拍摄

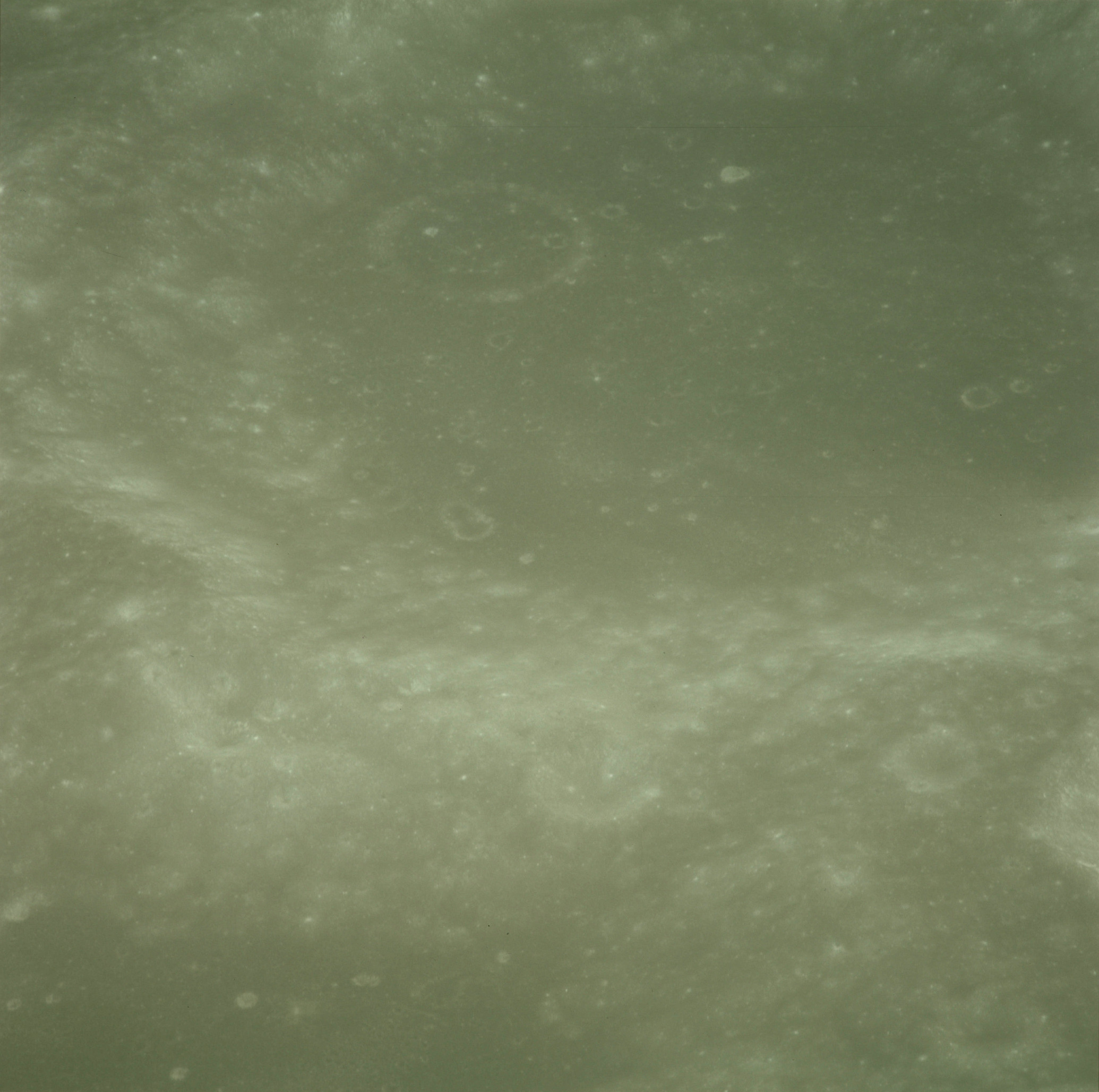
阿波罗10号拍摄的西北向斜视图

杜比亚戈陨石坑东南毗邻费尔米库斯陨石坑、范阿尔巴达陨石坑和克罗陨石坑；北面为孔多塞环形山；东北是波爱修斯陨石坑；"雷斯庇基和斯图尔特分别位于它的东南和西南。杜比亚戈陨石坑的东面是史密斯海、西南则是泡沫海。该陨坑的中心月面座标为4°23′N 69°57′E / 4.38°N 69.95°E，直径48.1公里，深度为2.7公里。
由于存续时间漫长，该陨石坑的外沿已有较大磨损，其中西侧壁边缘仍为尖峭，但东侧部分则较平坦，且坐落着数座撞击坑，北侧坡壁最低，而东侧坡壁最高，东南边缘紧挨着卫星坑"杜比亚戈 B"。陨坑内侧坡壁上留有阶地结构的残迹。杜比亚戈陨石坑高出周边地形1130米，内部容积约2100公里³。陨坑内幽暗地表的反照率与西北方的月海相一致。这种深暗的阴影使它较周围环境更为突出。 
杜比亚戈陨石坑在1964年前曾被当作纳皮尔环形山的卫星坑而称为"纳皮尔 A"；更名后，在较早的出版物中，其拉丁名被拼写为"Dubiago"，相比之下目前公认的是"Dubyago"。
杜比亚戈陨石坑拥有众多卫星坑，其中一些已被国际天文联合会命名，它们中最醒目的是附着在主坑东南边缘上的"杜比亚戈 B"。

## 卫星陨石坑
按惯例，最靠近杜比亚戈陨石坑的卫星坑将在月图上以字母标注在该坑的中心点旁。

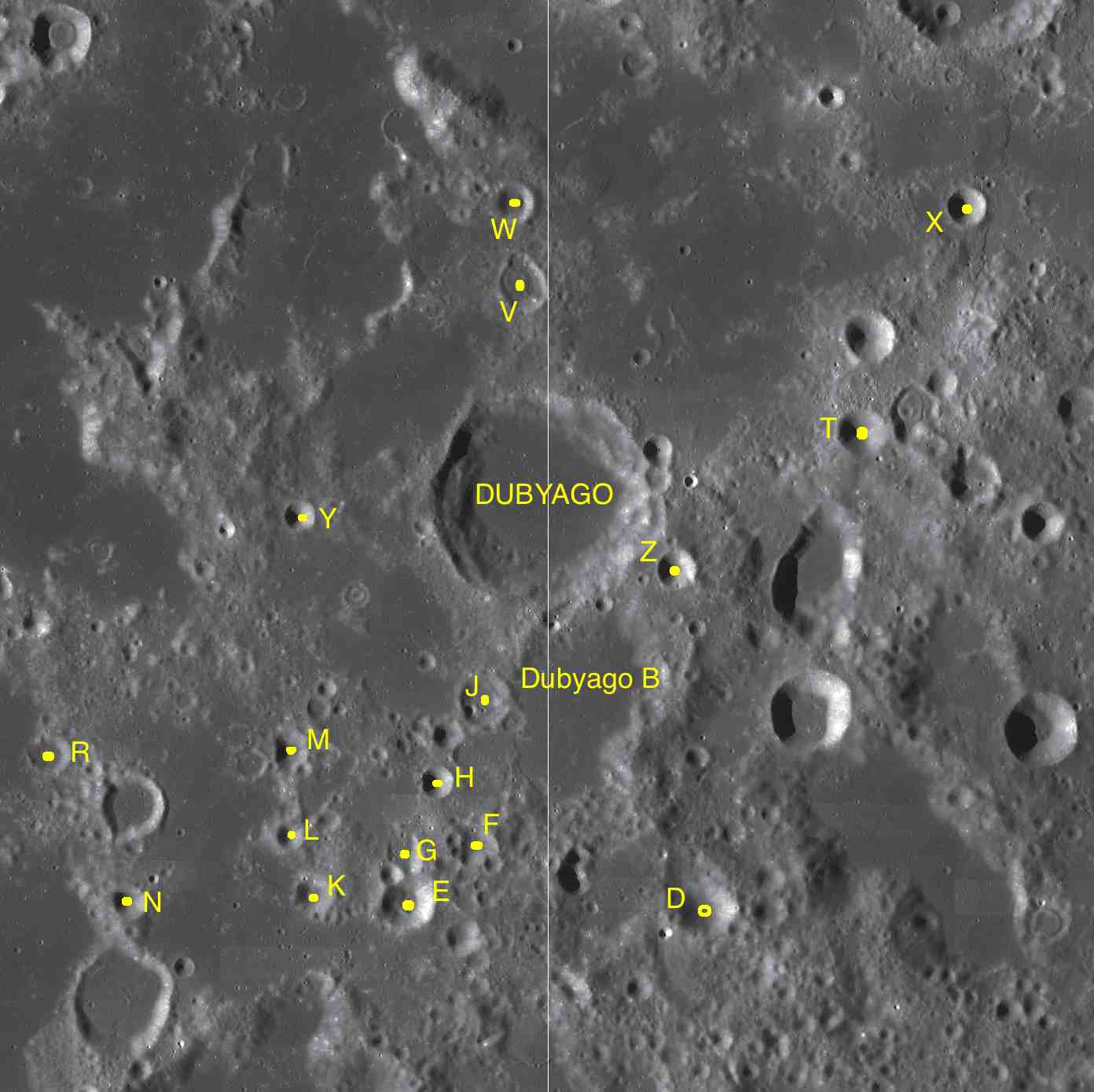
LAC-62和LAC-63拼接图.

| 杜比亚戈 | 纬度   | 经度    | 直径    |
| -------- | ------ | ------- | ------- |
| B        | 2.8° N | 70.2° E | 36 公里 |
| D        | 1.4° N | 71.2° E | 14 公里 |
| E        | 1.3° N | 69.0° E | 12 公里 |
| F        | 1.8° N | 69.4° E | 9 公里  |
| G        | 1.8° N | 69.0° E | 9 公里  |
| H        | 2.3° N | 69.2° E | 8 公里  |
| J        | 2.9° N | 69.6° E | 11 公里 |
| K        | 1.5° N | 68.2° E | 9 公里  |
| L        | 1.9° N | 68.1° E | 7 公里  |
| M        | 2.5° N | 68.1° E | 12 公里 |
| N        | 1.4° N | 67.0° E | 7 公里  |
| R        | 2.5° N | 66.3° E | 8 公里  |
| T        | 4.8° N | 72.3° E | 9 公里  |
| V        | 5.9° N | 70.0° E | 12 公里 |
| W        | 6.5° N | 69.9° E | 9 公里  |
| X        | 6.5° N | 73.0° E | 8 公里  |
| Y        | 4.2° N | 68.2° E | 7 公里  |
| Z        | 3.8° N | 70.9° E | 9 公里  |

下列陨坑已被国际天文联合会更名：
- 杜比亚戈 C — 查看 雷斯庇基陨石坑
- 杜比亚戈 P — 查看 波莫尔采夫陨石坑
- 杜比亚戈 Q — 查看 斯图尔特陨石坑
- 杜比亚戈 S — 查看 刘维尔陨石坑
- 杜比亚戈 U — 查看 波爱修斯陨石坑